# Trzepowo (województwo pomorskie)
Trzepowo (niem. Strippau, kaszb. Trzépòwò) – wieś w Polsce położona w województwie pomorskim, w powiecie gdańskim, w gminie Przywidz nad Wietcisą przy skrzyżowaniu drogi wojewódzkiej nr 221 i nr 233.
W miejscowości zachowały się pozostałości cmentarza ewangelickiego, odnowione w 2008 oraz fragment mostu kolejowego wybudowany w czasie wojny przez Niemców (postawiony w złym miejscu, nie tam, gdzie płynie rzeka).

## Historia miejscowości
W roku 1892 Trzepowo miało 298 mieszkańców, 256 Niemców ewangelików i 42 Kaszubów katolików.
W roku 1913 wieś liczyła 455 mieszkańców. Właścicielem majątku, gorzelni i młyna parowego był Johann von Czarnowski; drugą gorzelnię i mleczarnię prowadziły miejscowe spółdzielnie. Była też cegielnia prowadzona przez Johanessa Otto i cementownia Leopolda Patzke. Karczmę i sklep kolonialno-spożywczy prowadził A. Papke.
Do roku 1920 Trzepowo należało do powiatu kościerskiego. Po I wojnie światowej i utworzeniu Wolnego Miasta Gdańska weszło w jego skład. Było wtedy częścią powiatu Gdańsk Wyżyny. Po zakończeniu II wojny światowej i włączeniu w granice Polski, stało się częścią powiatu gdańskiego (z siedzibą w Pruszczu Gdańskim).
W latach 90. XX w. istniejący we wsi PGR, powstały na bazie dawnego majątku, nabył kaszubski dziennikarz i działacz samorządowy Wojciech Etmański.

## Części wsi
| SIMC    | Nazwa | Rodzaj    |
| ------- | ----- | --------- |
| 1014375 | Łąki  | część wsi |

## Przynależność administracyjna
- 1878–1920 - prowincja Prusy Zachodnie
- 1920–1939 - Wolne Miasto Gdańsk
- 1939–1945 - Okręg Rzeszy Gdańsk-Prusy Zachodnie
- 1945–1975 - Województwo gdańskie (1945–1975)
- 1975–1998 - Województwo gdańskie (1975–1998).